# برستون شانون
برستون شانون (بالإنجليزية: Preston Shannon)‏ هو كاتب أغاني ومغني أمريكي، ولد في 23 أكتوبر 1947 في أوليف برانش في الولايات المتحدة، وتوفي في 22 يناير 2018.

## وصلات خارجية
- برستون شانون على موقع IMDb (الإنجليزية)
- برستون شانون على موقع ميوزك برينز (الإنجليزية)
- برستون شانون على موقع أول ميوزيك (الإنجليزية)
- برستون شانون على موقع ديسكوغز (الإنجليزية)
- برستون شانون على موقع قاعدة بيانات الفيلم (الإنجليزية)
- برستون شانون على موقع كينوبويسك (الروسية)